# Fledermausquartier Güldendorfer Eiskeller
Fledermausquartier Güldendorfer Eiskeller este o arie protejată (arie specială de conservare — SAC, sit de importanță comunitară — SCI) din Germania întinsă pe o suprafață de 0,11 ha, integral pe uscat.

## Localizare
Centrul sitului Fledermausquartier Güldendorfer Eiskeller este situat la coordonatele 52°18′41″N 14°31′58″E / 52.3114°N 14.5328°E.

## Înființare
Situl Fledermausquartier Güldendorfer Eiskeller a fost declarat sit de importanță comunitară în august 2004.

## Biodiversitate
Situată în ecoregiunea continentală, aria protejată nu include niciun habitat protejat.
La baza desemnării sitului se află mai multe specii protejate de  mamifere (2): liliac cu urechi mari (Myotis bechsteinii), liliac comun (Myotis myotis).